# بلوتنجل
بلوتنجل (به آلمانی: BlutEngel؛ به‌معنای فرشتهٔ خون) گروهٔ موسیقی الکترونیک آلمانی می‌باشد که توسط خواننده کریس پوهل پس از ترک زیلنکانک به‌وجود آمد. اشعار این گروه عمدتاً به زبان‌های آلمانی و انگلیسی سروده می‌شوند و با آوازهای مرد و زن همراه هستند. مضامین ترانه‌های بلوتنجل معمولاْ حول محور موضوعاتی که در ادبیات گوتیک مرسوم هستند می‌چرخد از جمله عشق، خون‌آشامی، فتیش‌های جنسی، مرگ و جاودانگی. این گروه سبک موسیقایی خود را «دارک پاپ» نامیده‌است.